# See You Again (Tyler, the Creator)
See You Again è un singolo del rapper statunitense Tyler, the Creator, pubblicato il 29 agosto 2017 come quarto estratto dal suo quarto album in studio Flower Boy.
Il brano vede la partecipazione della cantautrice statunitense Kali Uchis ed è stato scritto e prodotto da Tyler, the Creator.
Il brano ha riottenuto successo nel 2023 dopo essere andato virale su TikTok, tornando in classifica e superando il miliardo di ascolti su Spotify.

## Antefatti
Inizialmente Tyler, the Creator aveva scritto il brano per Zayn Malik degli One Direction, che però lo ha rifiutato.

## Video musicale
Il video musicale del brano, diretto da Tyler, the Creator sotto lo pseudonimo Wolf Haley, è stato reso disponibile l'8 agosto 2017 sul canale YouTube di Tyler, the Creator. Il video vede la partecipazione di ASAP Rocky, oltre a quella di Tyler, the Creator e Kali Uchis.

## Tracce
Testi e musiche di Tyler Okonma.
1. See You Again (feat. Kali Uchis) – 3:00

## Classifiche

### Classifiche settimanali
| Classifica (2023) | Posizione massima |
| ----------------- | ----------------- |
| Australia         | 28                |
| Canada            | 30                |
| Islanda           | 26                |
| Lettonia          | 5                 |
| Lituania          | 7                 |
| Nuova Zelanda     | 13                |
| Panama            | 92                |
| Portogallo        | 66                |
| Regno Unito       | 21                |
| Stati Uniti       | 44                |

### Classifiche di fine anno
| Classifica (2023) | Posizione |
| ----------------- | --------- |
| Canada            | 88        |
| Islanda           | 82        |
| Portogallo        | 140       |
| Classifica (2024) | Posizione |
| Islanda           | 93        |
| Portogallo        | 156       |